# Chi Virginis
Chi Virginis (χ Virginis, HD 110014) é uma estrela na constelação de Virgo. Sua magnitude aparente visual é igual a 4,64, sendo brilhante o suficiente para ser vista a olho nu sob condições de visualização adequadas. A partir de medições de paralaxe, do terceiro lançamento do catálogo Gaia, esta estrela está a uma distância de cerca de 315 anos-luz (97 parsecs) da Terra, correspondendo a uma magnitude absoluta de -0,11.

## Características
Chi Virginis é uma estrela gigante de classe K com um tipo espectral de K2III, o que indica que é uma estrela evoluída que já consumiu o hidrogênio em seu núcleo e abandonou a sequência principal. Modelos evolucionários, com base na luminosidade e temperatura da estrela, indicam que ela pode estar no fim da fase de queima de hélio no núcleo, tendo uma massa de 1,9 massas solares e uma idade de 1,55 bilhões de anos, ou na primeira ascensão do ramo de gigante vermelha (antes da queima de hélio), tendo uma massa de 2,4 massas solares e uma idade de 0,68 bilhões de anos.
Como uma estrela gigante, Chi Virginis expandiu-se para um raio de 21 vezes o raio solar, dando à estrela uma luminosidade 154 vezes superior à solar. A temperatura efetiva na fotosfera da estrela é de cerca de 4 450 K, o que confere a ela a coloração alaranjada típica de estrelas de classe K. Chi Virginis é uma estrela rica em metais, com 155% da abundância de ferro do Sol, e está rotacionando lentamente, com uma velocidade de rotação projetada menor que 2 km/s. Sua magnitude aparente parece ter uma pequena variação a longo prazo com um período de 1687 dias, o que pode ser causado por um ciclo de atividade magnética.
Esta estrela tem três companheiras ópticas, com separações de 177, 223 e 321 segundos de arco e magnitudes aparentes de 8,8, 10,6 e 9,0. Nenhuma é identificada como uma companheira física, e Chi Virginis é considerada uma estrela solitária. No terceiro lançamento do catálogo Gaia, essas estrelas têm respectivamente paralaxes de 6,6, 1,5 e 2,4 mas, confirmando que estão mais distantes que Chi Virginis.

## Sistema planetário
Em 2009, foi descoberto um planeta extrassolar massivo orbitando Chi Virginis com um período orbital de 835 dias. Ele foi detectado pelo método da velocidade radial a partir de observações da estrela pelos espectrógrafos FEROS, HARPS e CORALIE, no período entre outubro de 1999 e outubro de 2008. Evidência foi encontrada para uma segunda periodicidade na velocidade radial, com período de 130 dias, que poderia ser causada por um planeta adicional no sistema. Em 2015, uma reanálise de dados do FEROS e HARPS de até 2012 refinou os parâmetros do planeta externo e confirmou a existência do sinal de 130 dias. Os autores desse estudo concluíram que o sinal de 130 dias provavelmente é causado por um segundo planeta no sistema, mas não conseguiram descartar uma possível origem em uma mancha fria na superfície da estrela.
O planeta mais externo, Chi Virginis b, é um objeto massivo com uma massa mínima de 10,7 vezes a massa de Júpiter, estando próximo do limite entre planetas e anãs marrons. Está orbitando a estrela em uma órbita com período de cerca de 880 dias, semieixo maior de 2,3 UA e uma excentricidade moderada de 0,26. O planeta mais interno, Chi Virginis c, também é um objeto massivo e tem uma massa mínima de 3,1 vezes a massa de Júpiter. Sua órbita de 130 dias tem uma alta excentricidade de 0,44, levando o planeta entre 0,36 e 1,00 UA da estrela. Apesar da proximidade e alta massa dos planetas, simulações mostram que o sistema é estável a longo prazo.
| Planeta            | Massa         | Semieixo maior (UA) | Período orbital (dias) | Excentricidade |
| ------------------ | ------------- | ------------------- | ---------------------- | -------------- |
| c (não confirmado) | 3,1 ± 0,4 MJ  | 0,64 ± 0,003        | 130,0 ± 0,9            | 0,44 ± 0,2     |
| b                  | 10,7 ± 1,0 MJ | 2,31 ± 0,04         | 882,6 ± 21,5           | 0,26 ± 0,1     |